# Rodrygo
Rodrygo Silva de Goes (* 9. ledna 2001 Osasco, Brazílie), zkráceně Rodrygo, je mladý talentovaný fotbalista hrající v týmu Real Madrid. Smlouvu s tímto klubem podepsal už ve svých 18 letech (v červnu roku 2019) a měl by zde působit minimálně do roku 2025. Debutoval dne 25. září 2019 v zápase proti týmu CA Osasuna, a už během jedné minuty od začátku utkání vstřelil svůj první gól.